# Maestro de Zafra

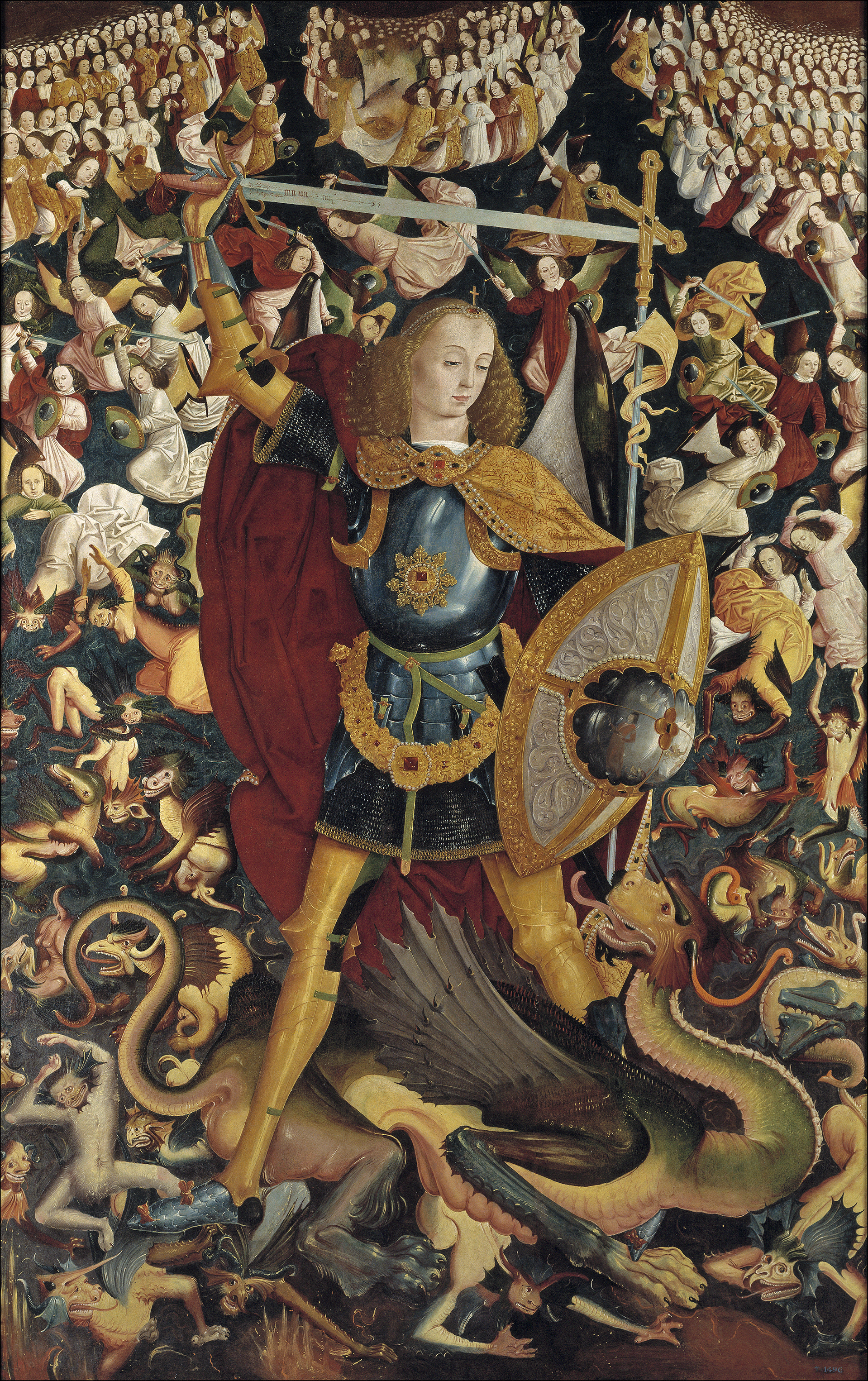
San Miguel Arcángel, técnica mixta sobre tabla, 242 x 153 cm, Madrid, Museo del Prado.

Maestro de Zafra es la forma como se conoce convencionalmente a  un pintor gótico hispanoflamenco activo en Extremadura en los años finales del siglo XV.
El punto de partida para determinar su personalidad artística es una tabla de San Miguel Arcángel procedente del Hospital de San Miguel de Zafra. La atención a los detalles y la rica fantasía desplegada en la representación de las legiones demoniacas que caen derrotadas por el arcángel, denotan la ascendencia flamenca del pintor, quien se refleja a sí mismo en el escudo de San Miguel, en lo que se puede considerar uno de los primeros autorretratos de la pintura española. 
Su autor ha sido identificado diversamente con el sevillano Juan Sánchez de Castro, con Antón de Madrid, cuya actividad se documenta en Extremadura en esos mismos años, autor documentado del retablo de Calzadilla de los Barros, y con las obras cordobesas del alemán Alejo Fernández, aunque su personlidad ha de permanecer en el anonimato; estilísticamente ha sido relacionado con la pintura hispanoflamenca andaluza, por su acusado decorativismo, y con los inicios del renacimiento, manifestado en el gusto por la simetría.